# Chamaecrista nilgirica
Chamaecrista nilgirica là một loài thực vật có hoa trong họ Đậu. Loài này được (V.Singh) V.Singh miêu tả khoa học đầu tiên.